# Markaz Rif Dimashq District
Markaz Rif Dimashq District (arabiska: منطقة مركز ريف دمشق, منطقة ريف دمشق) är ett distrikt i Syrien.   Det ligger i provinsen Rif Dimashq, i den sydvästra delen av landet, 18 kilometer söder om huvudstaden Damaskus.
Omgivningarna runt Markaz Rif Dimashq District är i huvudsak ett öppet busklandskap. Runt Markaz Rif Dimashq District är det ganska tätbefolkat, med 75 invånare per kvadratkilometer.